# Université de Lille
A Université de Lille é uma universidade pública multidisciplinar situada em Lille, Altos da França e arredores.
Com mais de 74.000 estudantes, é uma das maiores universidades francesas e uma das maiores universidades francófonas do mundo.
Com 66 laboratórios de investigação, 350 teses de doutoramento por ano e 3000 publicações científicas por ano, a instituição está bem representada na comunidade científica.

## Famosos graduados
- Théodore Barrois, um médico, naturalista e político que se distinguiu no campo de zoologia